# Club Atlético River Plate 1951
Questa voce raccoglie le informazioni riguardanti il Club Atlético River Plate nelle competizioni ufficiali della stagione 1951.

## Stagione
Il River disputa un buon campionato, terminando al terzo posto e portando Vernazza in cima alla classifica marcatori.

## Maglie e sponsor
| Casa | Trasferta |

## Rosa
| N. |                      | Ruolo | Calciatore          |
| -- | -------------------- | ----- | ------------------- |
|    | Argentina (bandiera) | P     | Amadeo Carrizo      |
|    | Argentina (bandiera) | P     | Ángel Rocha         |
|    | Argentina (bandiera) | D     | Héctor Ferrari      |
|    | Argentina (bandiera) | D     | Gerónimo Parra      |
|    | Argentina (bandiera) | D     | Alfredo Pérez       |
|    | Argentina (bandiera) | D     | Lidoro Soria        |
|    | Argentina (bandiera) | D     | Julio Venini        |
|    | Argentina (bandiera) | D     | Norberto Yácono     |
|    | Argentina (bandiera) | C     | Carlos Alberto Díaz |
|    | Argentina (bandiera) | C     | Raúl Conti          |
|    | Argentina (bandiera) | C     | José Ramos          |
|    | Argentina (bandiera) | C     | Pascasio Sola       |

| N. |                      | Ruolo | Calciatore          |
| -- | -------------------- | ----- | ------------------- |
|    | Argentina (bandiera) | C     | Roberto Tesouro     |
|    | Argentina (bandiera) | A     | Martín Alarcón      |
|    | Argentina (bandiera) | A     | Alberto De Zorzi    |
|    | Argentina (bandiera) | A     | Vicente Gambardella |
|    | Uruguay (bandiera)   | A     | Walter Gómez        |
|    | Argentina (bandiera) | A     | Ángel Labruna       |
|    | Argentina (bandiera) | A     | Félix Loustau       |
|    | Argentina (bandiera) | A     | Juan Pizzuti        |
|    | Argentina (bandiera) | A     | Eliseo Prado        |
|    | Argentina (bandiera) | A     | Santiago Vernazza   |
|    | Argentina (bandiera) | A     | Roberto Zárate      |

## Statistiche

### Statistiche di squadra
| Competizione | Punti | Totale | Totale | Totale | Totale | Totale | Totale | DR  |
| Competizione | Punti | G      | V      | N      | P      | Gf     | Gs     | DR  |
| ------------ | ----- | ------ | ------ | ------ | ------ | ------ | ------ | --- |
| PD           | 43    | 32     | 16     | 11     | 5      | 69     | 42     | +27 |
| Totale       | -     |        |        |        |        |        |        | -   |